# Anauxesida
Anauxesida es un género de escarabajos longicornios de la tribu Agapanthiini. Fue descrito por David Starr Jordan en 1894.

## Especies
- Anauxesida amaniensis Breuning, 1965
- Anauxesida cuneata Jordan, 1894
- Anauxesida fuscoantennalis Breuning, 1964
- Anauxesida haafi Breuning, 1961
- Anauxesida lineata Jordan, 1894
- Anauxesida longicornis (Fabricius, 1781)
- Anauxesida orientalis Breuning, 1948
- Anauxesida tanganjicae Breuning, 1958
- Anauxesida camerunica Breuning, 1978
- Anauxesida guineensis Breuning, 1966
- Anauxesida nimbae Lepesme & Breuning, 1952
- Anauxesida nimbae decellei Breuning, 1968